# Argus (tijdschrift)
Argus is een tweewekelijks periodiek, dat in maart 2017 voor het eerst verscheen. Het brengt nieuwsachtergronden en opiniestukken en verschijnt uitsluitend op papier. Het blad wordt uitgegeven door Stichting Arguspers, geleid door een bestuur met Bas Lubberhuizen, Hylke van der Meer en Theo Bouwman, voormalig topman van PCM Uitgevers. De stukken worden aangeleverd door journalisten en schrijvers, onder wie John Jansen van Galen, Mark Blaisse, Kasper Jansen, Tom Pauka, Jean Pierre Rawie, Guus Luijters, Cisca Dresselhuys, Salomon Bouman, Mijke Pol, Ed Schilders, Ivo de Wijs, Jacques Klöters. Jan Boerstoel schrijft voor elke editie een actueel en puntig sonnet en Vincent Mentzel toont en becommentarieert een treffende foto uit zijn rijke archief.
Het blad is opgemaakt als krant en is vernoemd naar de journalist Argus uit het werk van Marten Toonder. De initiatiefnemers Paul Arnoldussen (ex-Het Parool) en Rudie Kagie (ex-Vrij Nederland) vormen de hoofdredactie.

## Het begin
NRC Handelsblad beoordeelde het eerste nummer als een soort studentenblaadje en de auteurs krijgen geen vergoeding voor hun stukken.
De Volkskrant schreef:
"De teloorgang van de opiniebladen en de 'fletse aanblik van het medialandschap' wekten Argus tot leven, plus natuurlijk die hunkering van oudere journalisten naar een podium. Ze schrijven kosteloos – en alleen wat ze zelf willen."

## Na een jaar
Ruim een jaar later schrijft de Volkskrant: "Argus is een lukrake verzameling stukken en stukjes zonder nieuwsaanleiding. Dat werkt." Met tweeduizend abonnees is de krant ruim uit de kosten. De auteurs krijgen nog steeds geen vergoeding, maar er is voldoende kopij. In het blad staan geen advertenties en vergeleken met andere tijdschriften is er vrij veel ruimte gereserveerd voor tekst, ten koste van beeld. Volgens Villamedia heeft Argus zijn plek veroverd. Hoewel er geen inhoudelijke website is, bestaat de krant dankzij digitalisering. Redacteur Arnoldussen: "20 jaar geleden [...] zou je nog een redactieruimte nodig hebben gehad en email bestond nog niet. [...] We verschijnen niet digitaal, maar de digitalisering heeft Argus wel mogelijk gemaakt."
In november 2019 waardeerden geënquêteerde lezers het blad met een 9,4.

## Na 100 nummers
Villamedia bericht eind april 2021 over het succes van 'de veteranenbode' Argus bij het verschijnen van het 100ste nummer. En kondigt de plaatsing aan van een Monument voor de minder volmaakte reporter, in de vorm van een standbeeld van de naamgever van het blad - de door Marten Toonder gecreëerde oer-journalist Argus - dat geplaatst dient worden op de Nieuwezijds Voorburgwal te Amsterdam, eens het kloppend hart van de grote landelijke dagbladen.
Bovendien werd ter gelegenheid van deze heugelijke mijlpaal een videoclip vervaardigd met het Arguslied van Jan Boerstoel, van muziek voorzien door Pieter Nieuwint en gezongen door Edwin Rutten.
Op donderdagmiddag 16 juni 2022 werd onder auspiciën van opiniekrant Argus op de Nieuwezijds Voorburgwal in Amsterdam een standbeeld voor de gelijknamige stripfiguur onthuld, ontworpen en vervaardigd door beeldend kunstenaar Saske van der Eerden. Aansluitend presenteerden Paul Arnoldussen en Rudie Kagie hun boek De Nieuwezijds. Herinneringen aan een krantenboulevard.